# 1901 год в России

## Январь
- 26 января — состоялось юбилейное (сотое) представление спектакля «Царь Фёдор Иоаннович» по пьесе Алексея Толстого в Московском Художественном Театре.
- 26 января (8 февраля) 1901 года — Ультиматум России правительству Китая с требованием вывести регулярные китайские войска из Маньчжурии. В ответ посланнику России М.Гирсу вручён совместный протест Великобритании, США и Японии против русского проникновения в Маньчжурию.

## Февраль
- 27 февраля — покушение студента Петра Карповича на министра просвещения России Н. П. Боголепова.
- Февраль — Произведена смычка участка КВЖД Харбин-Владивосток

## Март
- Март — Студенческие и рабочие бунты в крупных городах России; во многих российских губерниях введено военное положение.

## Апрель
- 2 апреля — Опираясь на поддержку Великобритании и Японии, Китай отказывается подписать соглашение с Россией, в соответствии с которым получает контроль над Маньчжурией.

## Май

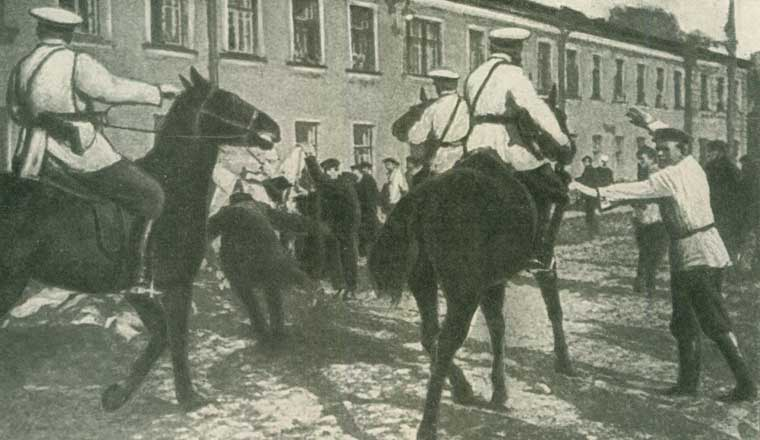
Разгон полицией бастующих рабочих Обуховского завода

- 7 (20) мая 1901 — столкновение рабочих Обуховского завода в Петербурге с полицией и войсками.

## Июль
- Июль — Восстановлен южный участок КВЖД (Харбин - Порт-Артур), наиболее пострадавший в результате «боксёрского восстания»

## Август
- 28 августа — открыто движение электрического трамвая в Твери.

## Сентябрь
- 7 сентября — принят Заключительный протокол 11 держав по итогам подавления Ихэтуаньского восстания в Китае
- Сентябрь — Визит Российского императора во Францию

## Октябрь
- 14 октября — произошла одна из крупнейших морских катастроф XX века: в непогоду на Байкале затонуло судно «Потапов»; погибло около 200 человек (жертвами стали в основном горожане и крестьяне из Хомутово и Оека)
- 20 октября — открыто движение электрического трамвая в Смоленске.

## Ноябрь
- 3 ноября — произошла смычка рельсов на всём протяжении Великого Сибирского Пути.
- 3 (16) ноября 1901 — Открыто движение по русской Китайско-Восточной железной дороге
- 25 ноября — Японский принц Хиробуми Ито прибывает в Санкт-Петербург, чтобы добиться согласия российского правительства на осуществление замыслов Японии в отношении Кореи.

## Декабрь
- 7 декабря — Япония прерывает переговоры с Россией, решив заключить Договор о союзе с Великобританией